# 新埔林氏家廟
新埔林氏家廟，是位於臺灣新竹縣新埔鎮的一處祠堂，該建築為林氏宗族的祠堂，目前已指定為新竹縣縣定古蹟。

## 沿革
林氏家廟是新埔街上較晚興建的宗祠之一，因林氏宗族原設有公廳，故不像其他姓氏與清領末期興建祠堂。該祠堂創建可追溯居住於照門的林家子孫皆時任大茅埔區長林孔昭，該者於大正二年（1913年）開始擔任經理，負責申請及籌建祠堂事宜。並遠至其他各地進行募捐，因此，林氏家廟的資金來源尚包含林本源家族及霧峰林家，最終共募集七千多圓，居住在新埔後街的象鼎、象忠兄弟則將林氏公廳正後方的埔地施捐做為宗祠興建地點用地，由林孔昭擔任經理，負責申請及籌建事宜。最終林氏家廟直至大正六年（1917年）完工。
2006年7月25日，林氏家廟由新竹縣政府公告指定為縣定古蹟，由於建築結構重受損，中華民國客家委員會及文化部文化資產局隨即於2008年辦理林氏家廟調查研究計畫及緊急搶修工程。並於2014年正式進行修復工程，整體工事則於2016年完工。

## 建築設計
林氏家廟格局為一堂二橫規模祠堂，其正身面寬五開間。其外牆的磚砌法則為斗子砌，屋頂則設有燕尾脊等裝飾。該建築整體坐向為坐北朝南。其主祀林姓始祖比干公及林姓歷代祖先之神位，並祭祀包括媽祖、義民爺及捐建家廟有功人員的長生祿位。
正堂為祭祀林氏祖先及辦公空間，內設有神龕，上方屋桁則懸掛「忠孝家風」、「尊祖教宗」、「孝德傳芳」、「五代同堂」、「耀祖榮宗」、「祖德垂蔭」等匾額，並刻有「紹雙桂之薪傳功者祖德者宗乃濟乃蹌爼豆千年光北海」、「延九龍之統緒左為昭右為穆以妥以侑馨香百世衍西河」棟對。左右橫屋中央為敞廳形式，右橫屋敞廳內設有林孔昭所撰的「碑記」、「贊孝碑」、「世蔭嘗會」石刻。